# Oratorio dei Santi Carlo e Bernardo
L'oratorio dei Santi Carlo e Bernardo (anche conosciuto come oratorio del Cristo Risorto) è un luogo di culto cattolico situato nella frazione capoluogo di Feglino nel comune di Orco Feglino, in provincia di Savona. Sede dell'omonima confraternita, è ubicato a lato della chiesa parrocchiale di San Lorenzo.

## Storia e descrizione
Un primo edificio, risalente probabilmente al XVII secolo, fu demolito per fare posto all'ampliamento della locale chiesa parrocchiale. Pertanto si procedette alla costruzione dell'attuale edificio, addossato alla chiesa, che fu completato nel 1857. 
All'esterno si presenta con una semplice facciata scandita da due lesene e un finestrone centrale mistilineo. Il portone è collegato al sagrato tramite una breve scalinata realizzata in pietra del Finale.
L'interno è a navata unica, con le pareti rifasciate dagli stalli in legno per i confratelli. L'altare è in marmo e sopra di esso è collocata la statua del Cristo Risorto risalente al Seicento. In controfacciata è presente una tela risalente alla fine del Cinquecento e raffigurante l'Ultima Cena.
Sono presenti inoltre un artistico crocifisso processionale risalente al Settecento, uno stendardo settecentesco e una tela raffigurante la Madonna di Misericordia, opera della pittrice Veronica Murialdo.